# 美流渡駅

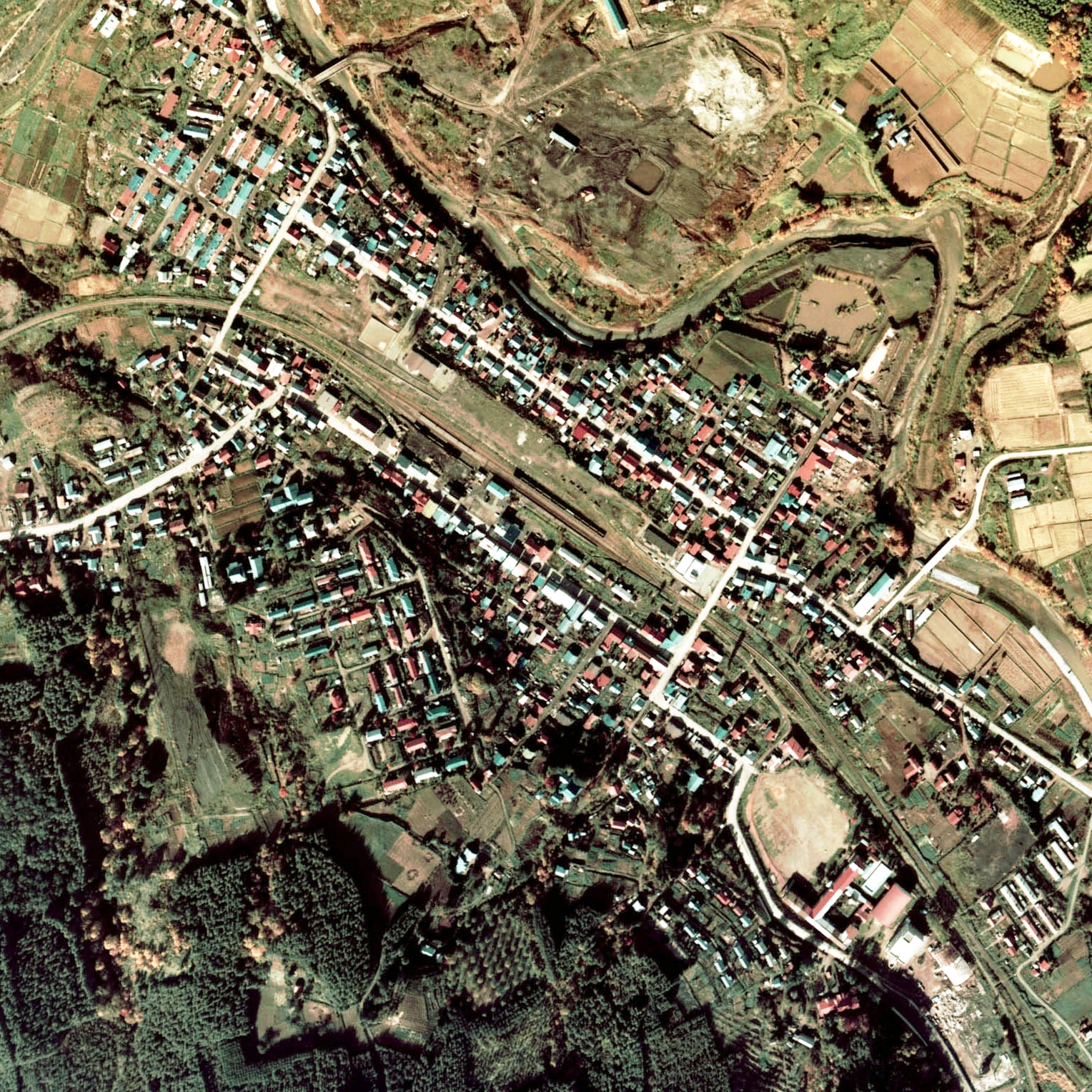
1976年の美流渡駅と周囲1km範囲。左が志文駅方面。右下隅へ真っ直ぐ敷かれているのが本線万字炭山方面で、本駅東の踏切から本線横の南側を直線的に並走した後、右下隅の少し手前から下へカーブして離れて行くのが、小道に転用されたかつての美流渡炭礦専用鉄道の軌道跡。

美流渡駅（みるとえき）は、北海道空知郡栗沢町（現・岩見沢市栗沢町）美流渡本町にあった日本国有鉄道（国鉄）万字線の駅（廃駅）である。電報略号はミル。事務管理コードは▲132003。

## 歴史
- 1914年（大正3年）11月11日 - 国有鉄道万字軽便線志文駅 - 万字炭山駅間開通に伴い開業[3][4]。一般駅[1]。
- 1920年（大正9年）12月26日 - 北海道炭礦汽船（後に北星炭礦に分社）美流渡礦専用鉄道運輸開始。
- 1922年（大正11年）9月2日 - 線路名を万字線に改称、同線の駅となる[5]。
- 1928年（昭和3年）以前 - 当駅-奈良炭礦（後の東幌内炭礦）貯炭場間 約1里（約4 km）に762 mmの軽便軌道敷設。馬車及び機関車にて運炭[6]。
- 1963年（昭和38年）9月 - 駅舎改築。
- 1967年（昭和42年）10月16日 - 北星炭礦美流渡礦専用鉄道廃止。
- 1970年（昭和45年）8月17日 - 専用線発着車貨物以外の貨物取扱い廃止[1]。
- 1978年（昭和53年）5月1日 - 貨物取扱い廃止[1]。
- 時期不詳[注 1] - 業務委託化。
- 1984年（昭和59年）2月1日 - 荷物取扱い廃止[1]。
- 1985年（昭和60年）4月1日 - 万字線の廃線に伴い廃止となる[1]。

### 駅名の由来
駅所在地は開設当時「栗沢村字滝ノ上」だったが、既に夕張線（→石勝線）に滝ノ上駅があったため対岸の地名だった「ミュルトマップ」の上部を採用し駅名とした。
「ミュルトマップ」の由来については1973年（昭和48年）に国鉄北海道総局が発行した『北海道　駅名の起源』ではアイヌ語由来としつつ「意味は不明」としており、アイヌ語研究者の山田秀三も「ひどく訛った名であろう。このままでは解しようがない」としている。
なお、元の名称について本多貢は「シㇽウトㇿオマㇷ゚（sir-utor-oma-p）」（山の・間に・ある・もの〔川〕）と解している。

## 駅構造
廃止時点で、単式ホーム1面1線を有する地上駅であった。ホームは線路の南側（万字炭山方面に向かって右手側）に存在した。転轍機を持たない棒線駅となっていた。かつては上志文駅と全く同じ千鳥状に離れた単式ホーム2面2線と駅裏側に副本線、駅舎横の志文側に貨物ホームと2本の引き込み線を有していた。
業務委託駅となっていた。駅舎は構内の南側に位置しホーム西側に接していた。
当駅から上美流渡炭山（美流渡炭山）まで北星炭礦美流渡礦専用鉄道が分岐していた。同鉄道の乗降ホームはやや離れたところに設置されていた。

## 利用状況
- 1981年度の1日乗降客数は83人[8]。

## 駅周辺
- 北海道道38号夕張岩見沢線
- 岩見沢市役所美流渡サービスセンター
- 美流渡郵便局
- 美流渡交通センター
- 岩見沢市立美流渡小学校（廃校）
- 岩見沢市立美流渡中学校（廃校）

## バス路線
交通センター前にバスが発着する。停留所名は「美流渡交通センター」。
- 岩見沢市 東部丘陵線コミュニティバス（2024年12月1日時点）[14]
  - 岩見沢駅 - 萩の山スキー場 - 朝日サービスセンター - 美流渡交通センター - 毛陽交流センター - 万字交通センター - 万字待合所
    - 平日：5往復、土休日および年末年始：4往復

## 駅跡
鉄道関連施設は廃線後に撤去され、跡地に美流渡交通センターが建築された。敷地内に駅名標をかたどった「国鉄万字線美流渡駅跡」の石碑とモニュメントとして2個の踏切警報機と車止めが設置されている。碑文の内容は以下の通り。

### 万字線鉄道資料館
1985年（昭和60年）、栗沢町（当時）により美流渡交通センター2階に「万字線鉄道資料館」が設置され、備品、乗車券類などの万字線関連資料や写真が展示されていたが、2021年（令和3年）11月19日に展示を終了した。
なお、1985年（昭和60年）に岩見沢市により少し離れた奈良町公民館の一角に「万字線鉄道資料館」が開設され、鉄道の関係資料やプレート、車両部品・工具類、制服・制帽などが展示されていたが、施設や設備の老朽化を理由に、2021年（令和3年）3月8日をもって休館、7月1日に閉館した。両施設閉館後の資料は朝日コミュニティ交流センターに移設・集約され、2022年（令和4年）4月1日に新設された旧国鉄万字線鉄道資料展示室に展示されている。

## 隣の駅
日本国有鉄道
万字線
朝日駅 - 美流渡駅 - 万字駅
北星炭礦
北星炭礦美流渡礦専用鉄道
美流渡駅 - 桜駅